# 신진원
신진원(申晉遠, 1974년 9월 27일 ~ )은 대한민국의 전 축구 선수 및 지도자이다. 또한 신진원의 현역 시절 포지션은 미드필더였다. 그리고 현재 의왕FC U18 축구부의 감독이다.

## 축구인 경력

### 선수 경력
문일고등학교 시절 스트라이커이자 플레이메이커로 활약하였고, 이후 연세대학교를 거쳐 1997년 대전 시티즌에 입단해 프로 선수 경력을 시작하였다.
데뷔 첫해에는 시즌 초반까지는 주로 플레이메이커로 뛰었으나, 경기 템포를 조절하고 볼배급을 하는데 미숙함, 체력 부족 등 여러모로 미숙한 모습을 보이며 아쉬움을 남겼었다. 그러나 윙 포워드로 포지션을 전환하고 3경기 연속골을 비롯해서 후반기에만 6골을 성공시키는 활약을 펼치면서 1997시즌 리그 득점 5위에 랭크되었으며, 그 해 K리그 신인선수상을 수상하고 리그 베스트 11에 선정되었다.
1998시즌에도 8골로 팀내 득점 1위를 기록했으며, 32경기 출장으로 최은성과 함께 팀내 최다 출장을 기록하였다.
1998시즌 종료 후 교통사고로 인해 다리 골절상과 무릎 부상을 당하면서 1999시즌을 대부분을 재활에 매달렸다.
2001년 전남 드래곤즈로 이적하였으며, 2001시즌 전남에서 주로 조커 역할을 수행하며 준수한 활약을 보였으나 2002시즌에는 부상 등의 이유로 부진하면서 2002시즌을 끝으로 방출되면서 2003년 대전 시티즌에 재입단하였으며, 2004년 은퇴하였다.
이후 2007년 K3리그 서울 유나이티드에 입단하며 현역에 복귀하였고, 2009시즌까지 뛰고 다시 은퇴하였다.

### 지도자 경력
은퇴 후 독일 브레멘 유소년에서 코치 연수를 받은 뒤, 문일고등학교 코치로 부임하며 지도자로 데뷔하였으며, 성지고등학교 감독을 거쳐 2008년부터 모교인 연세대학교 코치로 활약하였다.
2010년 왕선재 감독의 부름을 받아 대전 시티즌의 2군 코치 겸 스카우트로 부임하면서 친정팀에 복귀하였다. 2011시즌 중반 왕선재 감독이 승부조작 사태에 대한 책임으로 감독직에서 물러나면서 감독 대행직에 부임하였고, 포항 스틸러스와의 경기를 통해 감독 대행으로서 첫 경기를 치렀으나 7:0의 대패를 당했고, 연이은 경남 FC와의 경기에서도 1:7로 패하면서 2경기 연속 7실점이라는 치욕을 겪었다. 이후 유상철 감독이 새로 선임되면서 코치로 복귀해 유상철 감독을 보좌하였다.
2011시즌 종료 후 강원 FC의 스카우트로 부임하였다. 그러나 2012 시즌 중반 김상호 감독을 비롯한 강원 FC 코칭 스태프가 전원 경질되면서 코치직에서 물러났고, 이후 인천 유나이티드의 스카우트로 부임하였다.
2015년 경기영상과학고등학교 축구부 감독을 맡았으며, 2016년 중반 숭실고등학교 축구부 감독으로 부임하였다.

## 수상

### 개인 수상
- K리그 신인선수상 : 1997년